# Ivan Aleksejevitj Dolgorukov
Ivan Aleksejevitj Dolgorukov, född 1708, död 1739, var en rysk furste och överkammarherre, Peter II:s gunstling, kusin till  
Dolgorukov hade vuxit upp tillsammans med tsaren. Jämte sin far, furst Aleksej Grigorjevitj Dolgorukov, störtade han Peters förre underguvernör, den på Katarina I:s tid allsmäktige Mensjikov, varefter släkten Dolgorukov fick ett mycket stort inflytande på ryska styrelsen. Efter Peters död (1730) försökte far och son skaffa kronan åt Ivans syster Jekaterina Aleksejevna Dolgorukova (1711-1745), med vilken Peter 1729 trolovat sig; men de misslyckades och förvisades av kejsarinnan Anna till Sibirien, därt Aleksej dog 1734. Ivan återkallades 1735, men avrättades 1739 i Novgorod jämte sin farbror Sergij och
Vasilij Lukitj Dolgorukov, sedan de alla förklarats skyldiga till högförräderi. Jekaterina, som 1741 hölls inspärrad i kloster, frigavs av kejsarinnan Elisabet och blev 1745 gift med general Bruce.